# Sapogne-sur-Marche
Sapogne-sur-Marche è un comune francese di 151 abitanti situato nel dipartimento delle Ardenne, nella regione del Grand Est.

## Società

### Evoluzione demografica
Abitanti censiti